# Орадур-Фане
Ораду́р-Фане́ (фр. Oradour-Fanais) — коммуна во Франции, находится в регионе Пуату — Шаранта. Департамент — Шаранта. Входит в состав кантона Конфолан-Сюд. Округ коммуны — Конфолан.
Код INSEE коммуны — 16249.

## География
Коммуна расположена приблизительно в 330 км к югу от Парижа, в 65 км юго-восточнее Пуатье, в 75 км к северо-востоку от Ангулема.
По территории коммуны с юга на север протекает река Блурд, приток Вьенны.

## Население
Население коммуны на 2008 год составляло 371 человек.
| 1962 | 1968 | 1975 | 1982 | 1990 | 1999 | 2008 |
| ---- | ---- | ---- | ---- | ---- | ---- | ---- |
| 554  | 475  | 407  | 375  | 340  | 342  | 371  |

## Экономика
В 2007 году среди 209 человек в трудоспособном возрасте (15—64 лет) 115 были экономически активными, 94 — неактивными (показатель активности — 55,0 %, в 1999 году было 58,1 %). Из 115 активных работали 101 человек (59 мужчин и 42 женщины), безработных было 14 (10 мужчин и 4 женщины). Среди 94 неактивных 10 человек были учениками или студентами, 33 — пенсионерами, 51 были неактивными по другим причинам.

## Достопримечательности
- Приходская церковь Сен-Мартен[фр.] (XI век). Исторический памятник с 1921 года[3]

## Фотогалерея

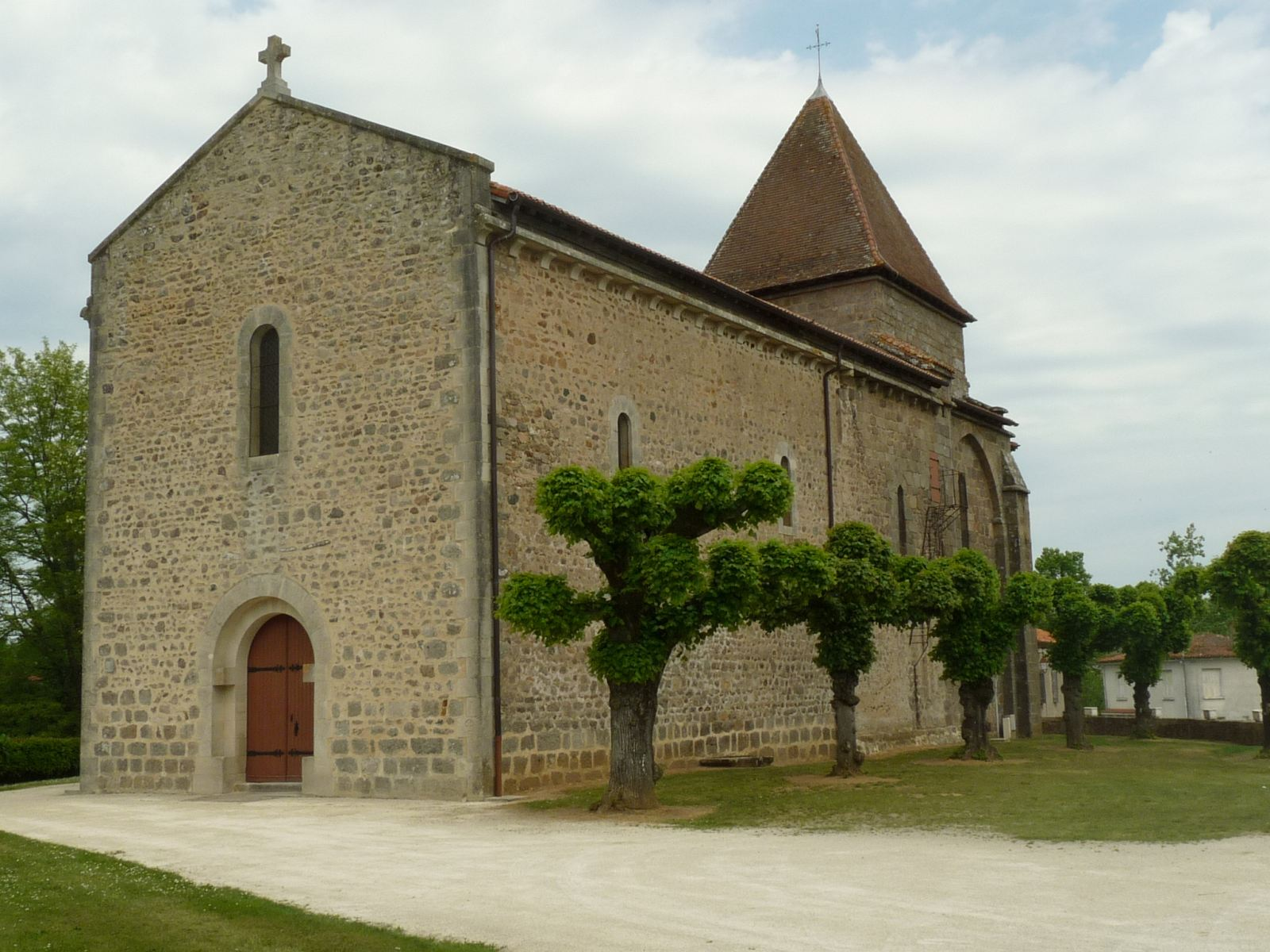
Церковь Сен-Мартен
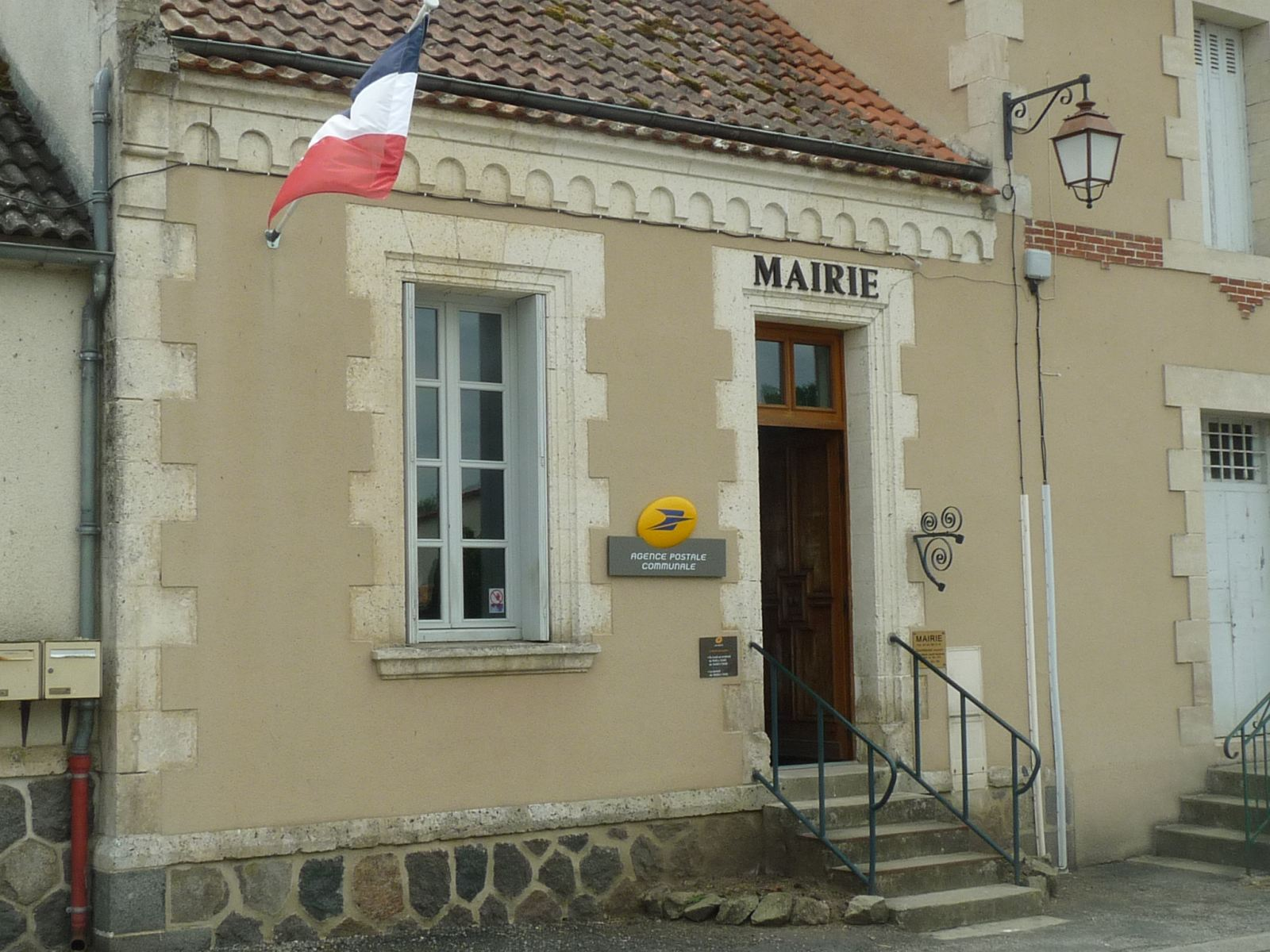
Мэрия
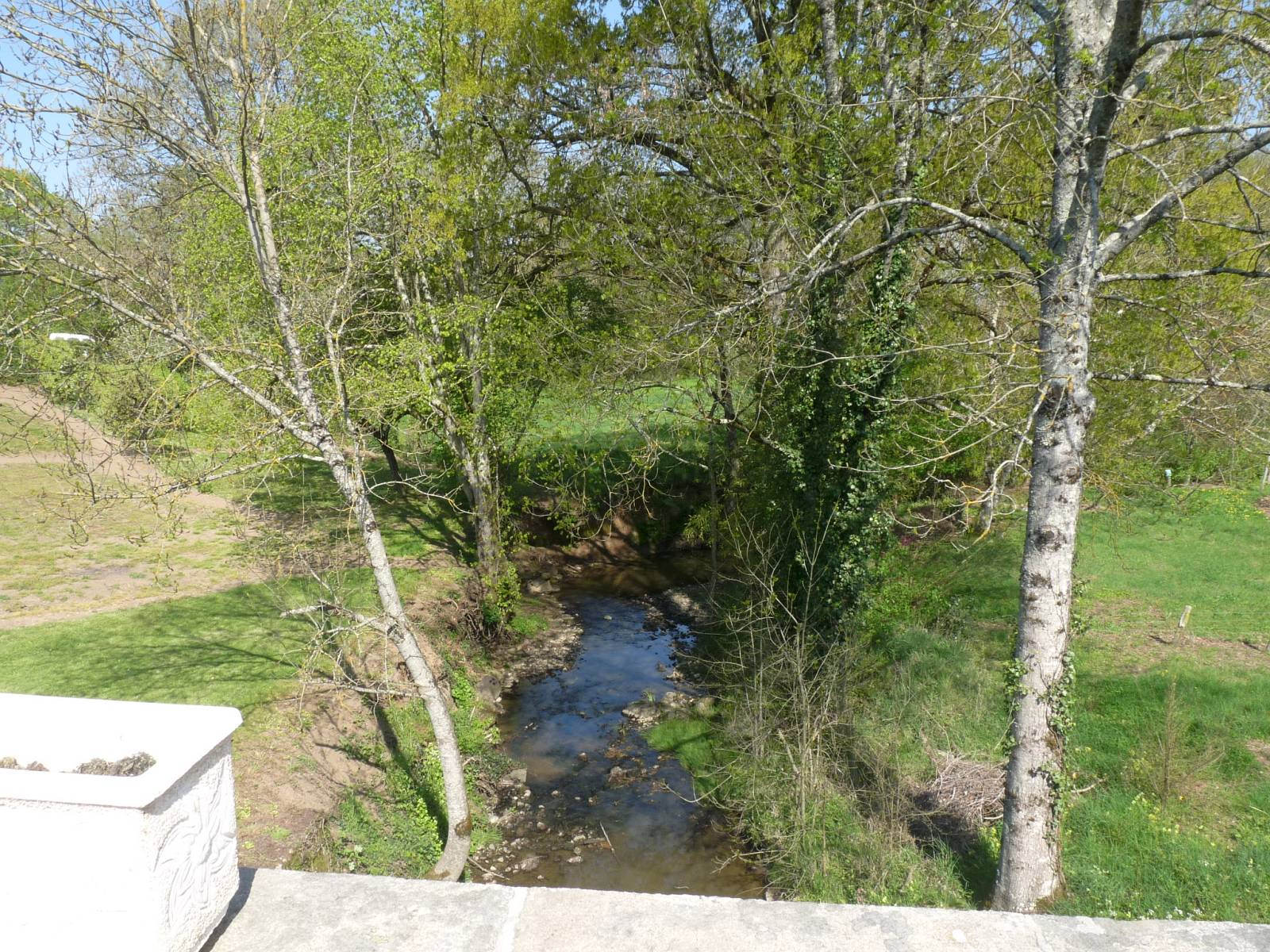
Река Блурд